# Hibana arunda
Hibana arunda is een spinnensoort in de taxonomische indeling van de buisspinnen (Anyphaenidae).
Het dier behoort tot het geslacht Hibana. De wetenschappelijke naam van de soort werd voor het eerst geldig gepubliceerd in 1974 door Norman I. Platnick.